# Alpheus immaculatus
Alpheus immaculatus is een garnalensoort uit de familie van de Alpheidae. De wetenschappelijke naam van de soort is voor het eerst geldig gepubliceerd in 1983 door Knowlton & Keller.